# 감쪽같은 그녀
"감쪽같은 그녀"는 2019년에 개봉한 대한민국의 영화이다. 할머니와 어린 손녀딸 자매가 갑자기 함께 살게 되면서 벌어지는 이야기를 다룬 작품이다. 허인무 감독이 연출하고, 나문희, 김수안이 출연한다.
허인무 감독은 영화를 '잊혀져가는 것을 붙잡고 싶은 안타까움을 담은 영화'라고 표현했다. 촬영은 부산시 감천문화마을과 남부민동에서 이루어졌다. 원래 제목은 '소공녀'였으나, 2018년 개봉작 "소공녀" 때문에 지금의 제목으로 바뀌었다.

## 캐스팅
- 나문희 : 말순 역
- 김수안 : 공주 역
- 고규필 : 동광 역
- 임한빈 : 우람 역
- 강보경 : 황숙 역
- 진선미 : 우람 모 역
- 심완준 : 인우 역
- 최정윤 : 혜인 역
- 임현성 : 우람 부 역
- 이용이 : 타짜할매 역
- 이미영 : 슈퍼할매 역
- 박서진 : 경숙 역
- 김서영 : 기숙 역
- 권소현 : 성인 진주 역
- 송지안 : 진주 역
- 유지연 : 경숙 모 역
- 연송하 : 김밥 새댁 역
- 김지유 : 김지유 역
- 박지원 : 판촉 여직원 역
- 허재호 : 마트 남직원 역
- 정예진 : 아기모 1 역
- 최경미 : 아기모 2 역
- 이현지 : 소아과 간호사 1 역
- 남윤주 : 소아과 간호사 2 역
- 차승호 : 안내소 직원 역
- 박신혜 : 양호선생님 역
- 김미우 : 종합병원 간호사 A 역
- 현소라 : 종합병원 간호사 B 역
- 유채은 : 종합병원 간호사 C 역
- 주혜지 : 종합병원 간호사 D 역
- 김지원 : 응급실 간호사 역
- 김재철 : 요양병원 남간호사 역
- 조셉 네멜카 : 외신 기자 역
- 게오 쇼켄 : 일본 기자 역
- 서예선 : 큐레이터 역
- 서은진 : 마트 카운터 직원 역
- 이현옥 : 분식집 주인 역
- 송민석 : 부딪히는 의사 역
- 송원종 : 오토바이 운전사 역
- 송채원 : 그림 그리는 아이 역
- 박인성 : 공주반 학생 1 역
- 문현옥 : 공주반 학생 2 역
- 천우희 : 박 선생 역 (특별출연)
- 수영 : 성인 공주 역 (특별출연)
- 연제욱 : 성인 우람 역 (특별출연)
- 정유진 : 성인 황숙 역 (특별출연)

## 같이 보기
- 2019년 대한민국의 영화 목록